# Георгиос Василиу
Георгиос Василиу или Васу, известен като капитан Сулиос, Сульос (на гръцки: Γεώργιος Βασιλείου, Καπετάν Σούλιος), е гръцки революционер, деец на гръцката въоръжена пропаганда в Македония от началото на XX век.

## Биография
Роден е в село Орман чифлик, северно от Корча, тогава в Османската империя. Завършва гимназия в Корча, а по-късно е сред ръководителите на гръцкатата въоръжена пропаганда в Корчанско - Москополско - Билищко. Работи заедно с андартските капитани от Западна Македония Георгиос Цондос и Лаки Дельо в средата на 1906 година, а в Зелениче разбива българска чета. През 1907 година действа с Григориос Фалиреас и Захариас Пападас в Костурско и Костенарията, където остава до 1908 година с четата на Никола Белов. През май 1908 година участва в нападението над милициите на ВМОРО в Косинец и в последвалото сражение с турски аскер.
През Балканската война от 1912 година участва в превземането на Корча, като остава в района като гавазин на митрополит Герман Анастасиадис и през 1914 година участва в сражения в Северен Епир. Сулиос е един от ръководителите на въстанието, но е ранен в едно сражение при опит да превземат полицейското управление в града.
След окончателната загуба на областта се оттегля и умира в Попължани или в Сакулево. през 1927 година. Негови паметници са поставени на редица места
В Лерин е издигнат бюст на капитан Сульос, дело на скулптора Танасис Минопулос.